# Капальди, Джим
Джим Капа́льди (англ. Jim Capaldi, полное имя Нико́ла Джеймс Капа́льди (англ. Nicola James Capaldi); 1944—2005) — британский барабанщик, певец и автор песен, бывший участник и один из основателей психоделической рок-группы Traffic.

## Биография и творчество

### Ранние годы
Родился 2 августа 1944 года в Ившеме (графство Вустершир, Англия) в семье Николаса и Мари Капальди. По отцовской линии имел итальянские корни. В детстве под руководством отца, преподавателя музыки, учился игре на фортепиано и пению, в подростковом возрасте вместе с друзьями играл на барабанах. В 16 лет, проходя обучение на заводе в Вустере, познакомился с Китом Миллером (Keith Miller) и Дэвидом Мейсоном. В 1963 году организовал группу The Hellions с Мейсоном на гитаре и Гордоном Джексоном (Gordon Jackson) на ритм-гитаре, сам Капальди играл на барабанах, впоследствии стал вокалистом. В 1964-м в Гамбурге (ФРГ) Капальди и Мейсон подружились со Стивом Уинвудом из The Spencer Davis Group. Вернувшись в Вустер, The Hellions пополнили состав другими музыкантами. В дальнейшем они давали концерты в Бирмингеме, Лондоне, записали несколько студийных треков, сменили название сначала на Revolution, затем на Deep Feeling, сотрудничали с Джими Хендриксом, однако желаемого успеха так и не добились. В 1967 году Deep Feeling прекратили существование.

### Traffic
В апреле того же года вместе со Стивом Уинвудом, Крисом Вудом и Дэвидом Мэйсоном Капальди сформировал группу Traffic. Новый коллектив быстро обрёл популярность. Их первый же сингл Paper Sun летом 1967 года появился в британском чарте под номером 5. В Traffic Капальди с перерывами выступал с 1967 по 1974 г. За это время группа выпустила 10 альбомов. Вместе с Уинвудом Джим Капальди, будучи автором текстов, написал большинство песен. Помимо участия в Traffic, он выступал с другими исполнителями, среди которых были Эрик Клэптон, Джордж Харрисон, Элвин Ли, Кэт Стивенс. В 1972 году Капальди записал свой первый сольный альбом Oh How We Danced, а в 1973-м вместе с другими известными музыкантами, такими как Пит Таунсенд и Ронни Вуд, принял участие в Eric Clapton’s Rainbow Concert. Год спустя он объявил о выходе из Traffic. С этого времени Капальди посвятил себя сольной карьере.

### Последующие годы
Наиболее успешным для Капальди как сольного исполнителя стал 1975 год, когда один из синглов его альбома Short Cut Draw Blood, кавер-версия песни Love Hurts группы The Everly Brothers, поднялся в британском чарте на 4-е место. Всего при жизни музыканта было выпущено 15 сольных альбомов под его именем. В это время Капальди продолжал сотрудничество со многими музыкантами, писал тексты песен для других исполнителей. В 2001 году в записи одного из последних сольных альбомов Капальди Living on the Outside участвовали Джордж Харрисон, Стив Уинвуд, Пол Уэллер, Гэри Мур, Иэн Пейс. В 2004-м музыкант был представлен в Зале славы рок-н-ролла.

## Личная жизнь
В 1975 году Капальди женился на бразильянке по имени Анинья Кампуш (Aninha Campos). В этом браке у него родились две дочери — Табита (Tabitha, 1976 г. р.) и Таллула (Tallulah, 1979 г. р.). До 1980 года Джим проживал в Бразилии, где вместе с женой занимался вопросами охраны окружающей среды. Вернувшись в Англию, продолжил интересоваться всем, что связано с Бразилией. Много внимания уделял благотворительности, оказывал поддержку беспризорным бразильским детям.
Скончался от рака желудка 28 января 2005 года в Лондоне.

## Сольные альбомы
- Oh How We Danced (1972)
- Whale Meat Again (1974)
- Short Cut Draw Blood (1975)
- Play It by Ear (записан в 1976—1977, но никогда не издавался)
- Daughter of the Night (1978)
- The Contender (1978)
- Electric Nights (1979)
- The Sweet Smell of… Success (1980)
- Let the Thunder Cry (1981)
- Fierce Heart (1983)
- One Man Mission (1984)
- Some Come Running (1988)
- Prince of Darkness (сборник лучших хитов; 1995)
- Live: The 40,000 Headmen Tour (с Дейвом Мейсоном; 1999)
- Living on the Outside (2001)
- Poor Boy Blue (2004)
- Dear Mr. Fantasy: The Jim Capaldi Story (4 диска в 1; 2011)